# Казе Ђанини (Анкона)
Казе Ђанини је насеље у Италији у округу Анкона, региону Марке.
Према процени из 2011. у насељу је живело 21 становника. Насеље се налази на надморској висини од 123 м.